# Новофедорівка (Запорізький район)
Новофе́дорівка — село в Україні, Михайло-Лукашівської сільської громади Запорізькому районі Запорізької області.
Площа села — 115 га. Кількість дворів — 35, кількість населення на 01.01.2007 р. — 79 чол.

## Географія
Село Новофедорівка знаходиться за 2 км від правого берега річки Люб'яшівка, на відстані 1,5 км від села Геленджик та за 2 км від сіл Максимівка і Козаче. По селу протікає пересихаючий струмок з загатою.
Село розташоване за 35 км від колишнього районного центра (Вільнянська), за 65 км від обласного центра.
Найближча залізнична станція — Вільнянськ — знаходиться за 35 км від села.

## Економіка
Тут працює ФГ «Кириченко С. В.»

## Історія
Село утворилося в першій половині XIX ст. як поміщицьке.
7 (20) листопада 1917 року, відповідно до Третього Універсалу Української Центральної Ради, увійшло до складу Української Народної Республіки. 
Внаслідок поразки Перших визвольних змагань село увійшло до складу УРСР. В 1932—1933 селяни пережили Голодомор.
З 24 серпня 1991 року село входить до складу незалежної України.
До 2020 року орган місцевого самоврядування — Максимівська сільська рада.
12 червня 2020 року, відповідно до розпорядження Кабінету Міністрів України № 713-р «Про визначення адміністративних центрів та затвердження територій територіальних громад Запорізької області», село увійшло до складу Михайло-Лукашівської сільської громади.
19 липня 2020 року, в результаті адміністративно-територіальної реформи та ліквідації Вільнянського району, село увійшло до складу новоутвореного Запорізького району.